# Prämonstratenser im Baltikum
Prämonstratenserkonvente waren Konvente der Prämonstratenser in den Domkapiteln in Riga und Mežotne des 13. und 14. Jahrhunderts.

## Riga
Im Jahr 1209 wurde der Prämonstratenser Johannes von Scheda als Dompropst von Riga erwähnt.  Seine Einsetzung stand wahrscheinlich im Zusammenhang mit dem Aufenthalt des Prämonstratenserbischofs Philipp von Ratzeburg in diesem Jahr in Riga . Spätestens seitdem gehörte das Domkapitel zum Prämonstratenserorden (wie auch vorher schon die von Brandenburg, Havelberg und Ratzeburg). 1227 und 1238 wurde dieses in päpstlichen Urkunden bestätigt.
1337 erhielt der Bischof Siegfried von Blomberg die päpstliche Genehmigung, dass die Mitglieder des Domkapitels das weiße Ordensgewand der Prämonstratenser mit dem schwarzen der Augustiner-Chorherren tauschen dürfen, um Verwechslungen mit dem weißen Habit der Deutschordensbrüder zu vermeiden. Auch die strengen Ordensregeln wurden gelockert. Seit 1394 wurde das Domkapitel dann von Deutschordensbrüdern besetzt.

## Mežotne
Im Domkapitel von Semgallen, das in Mežotne (Mesoten) saß, wurde in einem Jahr zwischen 1234 und 1237 der prämonstratensische Dompropst Helias erwähnt. Er war vorher, zwischen 1226 und 1232, Meister im Rigaer Domkapitel gewesen. Dies ist die einzige überlieferte Hinweis auf Prämonstratenser in Semgallen. Das dortige Domstift wurde bald danach dem Rigaer Stift angeschlossen.

## Allgemeines
Die baltischen Prämonstratenserkonvente bildeten keine eigene Zirkarie. Das Domkapitel von Riga wurde im 13. Jahrhundert in einem Ordensverzeichnis zur sächsischen Zirkarie gezählt, danach wurde es meist zusammen mit den skandinavischen (Dania) und pommerschen (Slavia) Konventen genannt.
Weitere Nachrichten über Prämonstratenserkonvente im heutigen Lettland (sowie in Litauen und Estland) sind nicht bekannt.